# Schismatogobius vitiensis
Schismatogobius vitiensis är en fiskart som beskrevs av Jenkins och Boseto 2005. Schismatogobius vitiensis ingår i släktet Schismatogobius och familjen smörbultsfiskar. IUCN kategoriserar arten globalt som livskraftig. Inga underarter finns listade i Catalogue of Life.